# 2398 Jilin
2398 Jilin è un asteroide della fascia principale. Scoperto nel 1965, presenta un'orbita caratterizzata da un semiasse maggiore pari a 2,3920225 UA e da un'eccentricità di 0,2360232, inclinata di 3,73631° rispetto all'eclittica.